# Mišo Hepp
Mišo Hepp (mađ: Hepp Mihály) (Gara, Mađarska, 28. kolovoza 1952.) je kulturni djelatnik Hrvata u Mađarskoj iz Pečuha. Po struci je pedagog i kulturolog.
Rodio se u bačvanskom selu Gari od oca Mihalya, koji je podunavski Nijemac i majke Katice, bunjevačke Hrvatice.
Osnovnu školu je pohađao u Gari, a srednju trgovačku u Pečuhu.
Na njegov daljnji život je utjecala činjenica da je tetka po majci bila učiteljica u onodobnoj hrvatsko-srpskoj školi u Pečuhu, pa se tako angažirao u kulturne aktivnosti mađarskih Hrvata.
Studirao je hrvatsko-srpski jezik i književnost i povijest Visokoj pedagoškoj školi. Istovremeno počinje raditi s folklornim ansamblom Baranja, kojem je bio tajnik, a s kojim je diljem Europe predstavljao folklornu baštinu mađarskih Hrvata. 
Poslije odlazi studirati na kulturologiju na Filozofskom fakultetu Sveučilišta Eötvös Lóránd. Diplomirao je 1983. godine.
Posao je našao u kulturnoj ustanovi u Pečuhu gdje je organizirao programe.
Ravnateljem je pečuškog Južnoslavenskog kluba "August Šenoa" od samog osnutka te ustanove 1985. godine. Čim su se stvorili uvjeti 1989. je preimenovao taj klub u Hrvatski klub i organizirao je danas tradicionalnu manifestaciju u Pečuhu "Dan Hrvata". Danas je to vrlo aktivni klub: godišnje ima 150 predstava s 20.000 gledatelja.
Voditeljem je tečajeva hrvatskoga jezika u školi za strane jezike. Nekoliko godina je predavao u gimnaziji na smjeru za hrvatske odgajateljice. Za vrijeme Domovinskog rata je organizirao škole za hrvatske izbjeglice u Mohaču, Nagyatádu i Šiklošu. 1992. godine ga je Vladin ured za prognanike i izbjeglice imenovao povjerenikom za Mađarsku.
Od 2007. je predsjednik Hrvatske državne manjinske samouprave koju je suorganizirao i suformirao u brojnim mjestima diljem Mađarske. Predsjedava baranjskim ogrankom Saveza Hrvata u Mađarskoj. U Baranji je osnovao i predsjeda društvima hrvatskih lovaca i vinogradara.

## Nagrade
- srebrna plaketa i zahvalnica premijera Republike Mađarske 2010. za djelatnost pri organiziranju i pripremanju zajedničkih zasjedanja dvije Vlade